# ハイチ革命
ハイチ革命（ハイチかくめい、ハイチ・クレオール語:Revolisyon ayisyen、仏: Révolution haïtienne、英: Haitian Revolution、1791年 - 1804年）は、西半球で起こったアフリカ人奴隷の反乱の中でも最も成功した革命。これにより、自由黒人の共和国としてハイチが建国された。革命が起こった時、ハイチはサン＝ドマングと呼ばれるフランスの植民地であった。
この革命によって、アフリカ人とアフリカ人を先祖に持つ人々がフランスの植民地統治から解放されただけでなく、奴隷状態からも解放された。奴隷が世界中で使われていた時代に多くの奴隷の反乱が起こったが、サン＝ドマングの反乱だけが成功し、全土を恒久的に解放できた。

## 概要
ハイチは近代史の中で初めての黒人の共和国であり、フランスの植民地から直接自治に移行し、今日まで続いている。
革命前は、奴隷所有者たちが作り上げた仕組みが多数派を支配する時における暴力と軍事力の有効性を示していた。この仕組みが革命後も生き残り、誕生したばかりの黒人共和国でも続いた。多数派の黒人農民に対し、肌の色の薄いムラートなどの少数派エリートが政治力も経済力も支配した。
歴史家は、1791年8月14日にボア・カイマンで、ブードゥー教の高僧デュティ・ブークマンによって行われたカイマン森の儀式が革命の触媒になったと指摘している。しかし、実際には多くの複雑な出来事が起こり、それがアフリカ人奴隷の歴史において最も意義深い革命に繋がる舞台を用意した。

## 前史

### 砂糖プランテーション

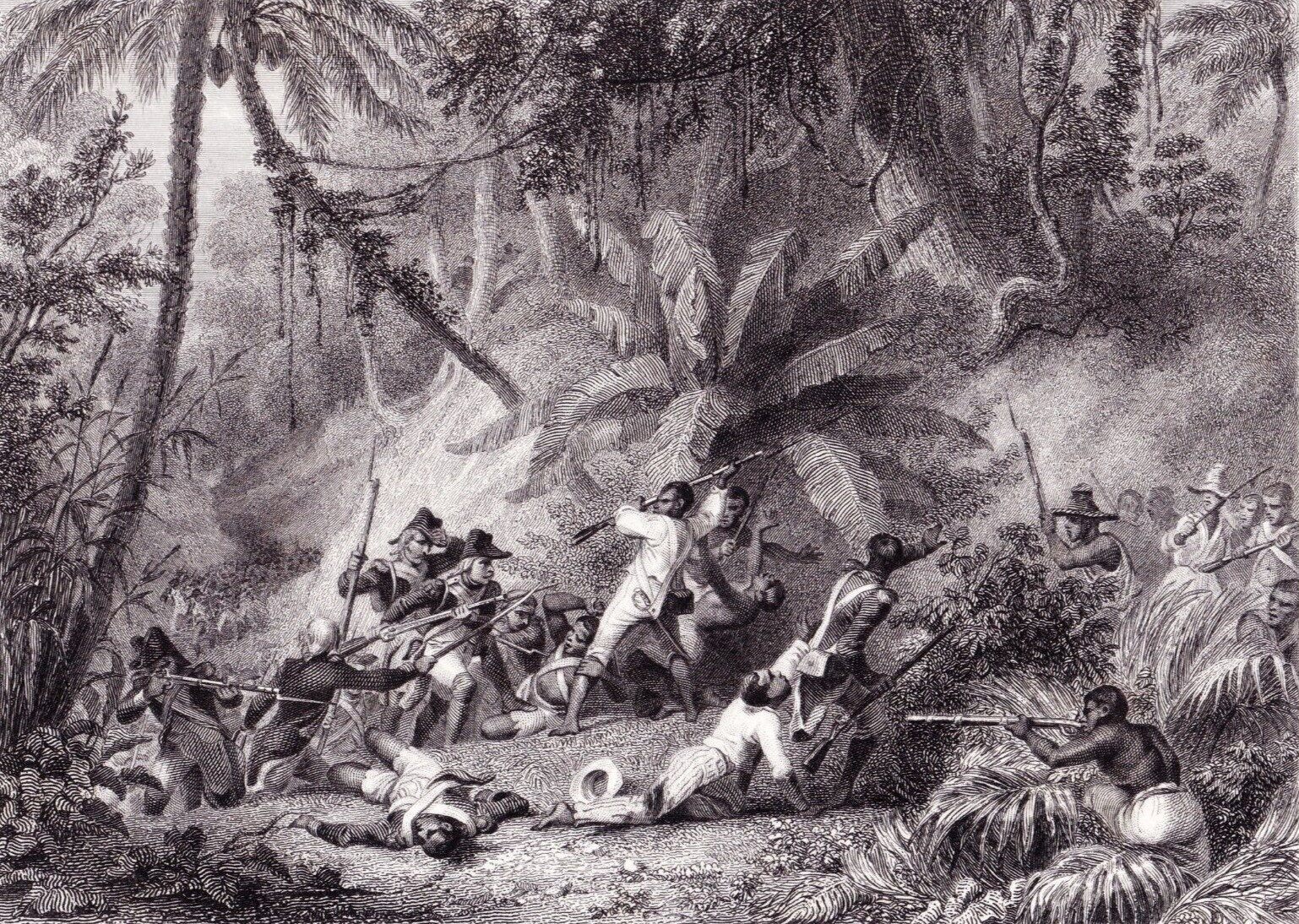
スネーク・ガリーの戦い、1802年

カリブ海の富裕層はヨーロッパで増大しつつある砂糖の嗜好に頼っており、プランテーションの所有者は北アメリカからの食料とヨーロッパからの加工製品を砂糖と交換していた。1730年代からフランスの技師はサトウキビの生産を上げるため複雑な灌漑設備を造り上げた。1740年代までにサン＝ドマングはジャマイカと共に、世界の砂糖の主要な供給源となった。砂糖の生産は、厳格に統制されたハイチの植民地プランテーション経済において、大量の黒人奴隷によって行われる困難な肉体労働を必要としていた。砂糖の輸出で富を築いた白人の農園主は、圧倒的に多い奴隷に囲まれて絶えず奴隷の反乱に神経を尖らせていた。

### 黒人法
1758年、白人の土地所有者は有色人種と階級の権利を制限し、厳格な階級制度を造り上げるために法律を定め始めた。多くの歴史家が当時の生活者を3つの階級に区分している。1番目の階級は白人植民者であり、フランス語で blancsと呼ばれた。2番目の階級は自由黒人（大抵はムラート、ヨーロッパ系とアフリカ系の混血）であり、フランス語では gens de couleur（ジャン・ド・クルール、有色人）と呼ばれた。3番目が数の上では他を10対1の比率で圧倒するほとんどがアフリカ生まれの黒人奴隷であり、フランス語訛りの西アフリカ語、いわゆるクレオール言語を話した。

### マルーン
白人植民者と黒人奴隷の間には度々暴力的な紛争が続いた。マルーンと呼ばれる逃亡奴隷の集団は森の中に隠れ住み、内陸の砂糖やコーヒーのプランテーションにしばしば暴力的かつ残酷な襲撃を掛けた。これらの暴力的な攻撃の成功体験は、ハイチ国内において政治に対する不満を暴力や虐待行為で解決を図るという素地を作り出す要因と考えられている。このような集団の数は増えていった（時には数千人にもなった）ものの、まともな教育など与えられなかった黒人奴隷は、通常は指導者と戦略に欠けており、兵の質も雑多であり、さらには言語すら満足に通じない者も珍しくなかったため、大規模な反乱を起こすまでには至らなかった。

### ブードゥー教による組織化
最初に現れたマルーンの際立った指導者は、ブードゥー教のカリスマ性のある「ウンガン」（フォン語: hùn gan、英語: Houngan）と呼ばれる司祭のフランソワ・マッカンダルであり、黒人の抵抗集団を纏め上げることに成功した。マッカンダルは、アフリカの伝統と宗教に配下の者を惹き付けることで集団を鼓舞した。集団を連携させただけでなく、プランテーションの奴隷の中に秘密の情報組織を造り上げた。マッカンダルは1751年から1757年にかけて、部下の黒人を率いて反乱を指揮した。マッカンダルは1758年にフランス軍に捕縛され、火炙りにされたが、多くの武装したマルーン集団は、マッカンダルの死後も襲撃や示威行為を続けた。

### 1789年
1789年、フランス領サン＝ドマング植民地は世界の砂糖の40%を生産しており、地球上でも最も価値のある植民地となっていた。社会の最下層にいる奴隷の数は、この時でも8対1の比率で白人とムラートの数を上回っていた。島にいる黒人奴隷の人口はこの時少なくとも50万人であり、カリブ海地域にいた奴隷100万人のおよそ半分であった。彼らはほとんどがアフリカ生まれであり、奴隷制度の厳しさ故に出生率よりも死亡率の方が高かった。重労働と不適切な食糧、住まい、衣類、医療、および男女間の構成差のために、奴隷人口は毎年2%から5%で減少した。奴隷の中には都市の家事奉公人として、プランテーション所有者の料理人、従僕、および職人として働き、いわばエリート階級の中に所属する者もいた。この比較的特権階級に属する者はほとんどがアメリカ生まれであり、アフリカ生まれの階級は厳しい労働と過酷な条件の下で生きた。
島の北海岸にある北部平原と呼ばれる地域が最も土地の肥えた所であり、大きな砂糖プランテーションがあった。必然的に経済的にも最も重要な地域であった。ここの奴隷達は、「マッシフ」と呼ばれる高い山脈に隔てられているために、植民地の他の場所とは隔離されている状況だった。この地域はグラン・ブラン（grand blancs、偉大な白人）と呼ばれる富裕な白人植民者の地盤であり、特に経済に関しては大幅な自治権を望んでいたので、好きなように振舞うことができた。
1789年にはサン＝ドマングには4万人のフランス人植民者がいたが、ヨーロッパ生まれのフランス人が行政上の地位を独占していた。砂糖農園主グラン・ブランの多くは少数貴族であった。多くの者は黄熱病を恐れて、できるだけ早くフランスに戻った。貧乏な白人プティ・ブラン (petit blancs) は職人、商店主、奴隷交易者、監督者および日雇い労働者であった。サン＝ドマングのムラートは1789年時点で2万8千人を数えた。

### フランス革命の衝撃
白人、カラードおよびアフリカ生まれの奴隷である多数の黒人の間で、奴隷所有者によって助長された人種間紛争以外にも、島は北部、南部および西部の地域間競争意識によって分裂していた。これに加えて、富裕な白人農園主、貧乏な白人、自由黒人（カラード）および奴隷という階級間紛争と、独立指向者、フランスに忠実な者、スペインの同盟者、およびイギリスの同盟者の間の紛争もあった。フランス本国では、国民議会と呼ばれる諮問機関がフランスの法律を急激に変えており、1789年8月26日に人権宣言を出版して全ての人の自由と平等を宣言した。フランス革命はハイチの抗争にも影響を与え、初めは島中で広く受け入れられた。フランスの指導層には多くの紆余曲折があったが、ハイチ自体でもそれが捻じ曲げられ、様々な階級と党派がその連衡を何度も変えた。
島のアフリカ人大衆は、島の海外貿易に対するフランス本国の規制を不快に思っていた富裕なヨーロッパ人農園主による独立の扇動について漏れ聞くようになった。この階級はほとんどがフランスの王党派やイギリスに組していた。というのも、もしサン＝ドマングの独立が白人奴隷所有者によって成されたときは、プランテーション所有者はフランスの貴族に対して少しの責任も無く好きなように奴隷制度にあたるであろうから、アフリカ人大衆には過酷な待遇と不当な取り扱いが増えると考えられたからである。 
サン＝ドマングのカラードであり最も知られたジュリアン・レイモンは、1780年代以降白人との完全な平等をフランス本国に積極的に訴えていた。ジュリアン・レイモンはフランス革命を利用して、フランス国民議会にこのことを植民地の主要な問題であると投げかけた。1790年10月、植民地の別の富裕なカラードであるヴァンサン・オジェがレイモンと共に働きかけを続けていたパリから島に戻った。フランス国民公会によって成立したあいまいな法律によって、彼自身のような富裕なカラードにも完全な市民権が与えられていることを確信したオジェは参政権を要求した。植民地の知事がこれを拒んだ時、オジェはカプ＝フランソワ周辺で短期間の反乱を率いたが、捕まえられ1791年早くに残酷に処刑された。オジェは車輪に縛り付けて体の自由を奪われ、槌で殴打し死ぬまで放置された。オジェは奴隷制に反対して戦ったのではなかったが、この処置が奴隷達に1791年8月の蜂起と植民地人との契約に対する抵抗を決断させる要因の一つとなったと、後に奴隷の反逆者達によって証言された。一般にこの時点までの紛争は白人の党派間、あるいは白人とカラードの間のものであり、黒人奴隷は傍観者の立場にあった。

## 戦闘の推移

### 1791年、奴隷の反乱
奴隷達は反乱に加わると予想されていなかった。しかし、1791年8月14日にカイマン森の儀式が行われ蜂起が約束されると、1791年8月22日にブードゥーの高僧デュティ・ブークマンが奴隷たちに動員令を発して大規模の奴隷蜂起が起こり国中が内戦状態となった。肥沃な北部平原地域の何千という奴隷がその主人に対する報復とその自由を戦い取るために立ち上がった。10日間のうちに、白人の支配地域は幾つかの孤立した砦のみとなり、北部地域全体を前例の無い奴隷の反乱で支配することとなった。次の2ヶ月間で暴動は拡大し、2,000名の白人を殺し、280箇所の砂糖プランテーションを焼いて破壊した。一年以内に島は革命の渦に巻き込まれた。奴隷達は労働を強制されていたプランテーションを焼き、主人、監督者および他の白人を殺した。

### スペインの介入
反乱の指導者であるジャン・フランソワとジョルジュ・ビアスーが島の東側のスペイン植民地サントドミンゴの王党派寄り当局と同盟したためスペイン軍が侵入し、大きな混乱が進行した。北部のプランテーションで始まった奴隷の反乱は植民地中に混乱を拡げた。最終的に1792年4月4日、フランス議会が肌の色に関係なくフランス植民地の全ての自由人の平等を宣言した。レジェ＝フェリシテ・ソントナに率いらせた使節団をサン＝ドマングに派遣し植民地当局を従わせようとした。一方でソントナは1793年8月29日に奴隷制度の廃止を宣言した。

### トゥーサンの指導

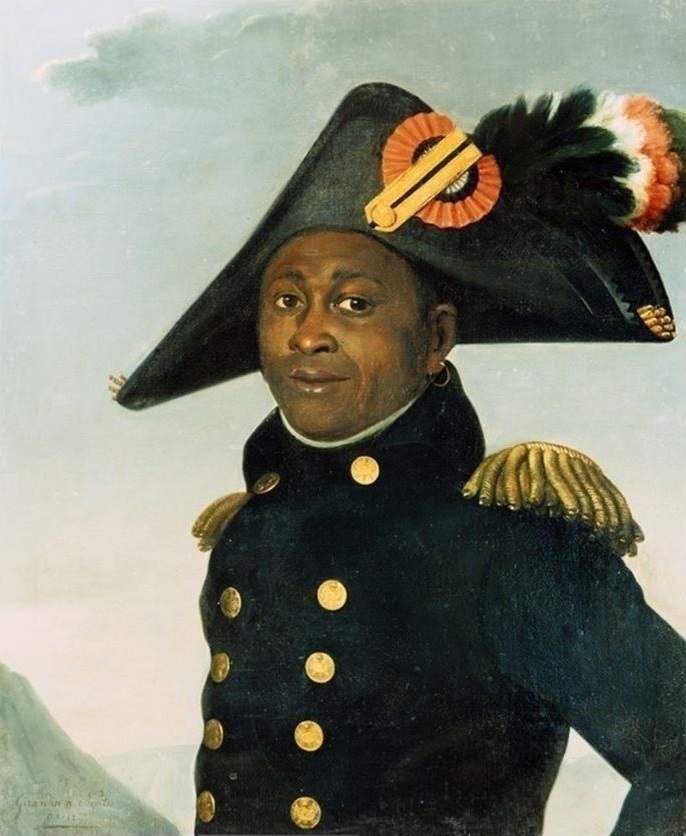
トゥーサン・ルーヴェルチュール

黒人の最も成功した指揮官の一人がトゥーサン・ルーヴェルチュールであり、独学で思想などを修めた元家事奴隷であった。トゥーサンの軍事的指導の下で反乱を起こした奴隷達はフランスに対して優位に立ち、サン＝ドマングの大半を手に入れることができた。フランスの将軍エティエンヌ・ラヴォーは1794年5月にトゥーサンがフランス軍に付いてスペインと戦うよう説得した。
しかし、トゥーサンは島を支配下に入れた後もフランスに屈服するつもりは無く、自治政体として島を効果的に支配した。トゥーサンはレジェ＝フェリシテ・ソントナ、アンドレ・リゴー、およびエドゥヴィル伯爵といったライバルに対する支配権を巡る権力闘争に打ち勝った。エドゥヴィル伯爵はリゴーとトゥーサンの間に越えがたい楔を打ち込んだ後で、フランスに逃げ帰った。トゥーサンは1798年にはグレートブリテン王国の遠征隊を破り、隣のサントドミンゴまでも侵略し、1801年までにそこの奴隷を解放した。

### サン＝ドマング出兵
1801年、トゥーサンはサン＝ドマングの憲法を発行し、自治政府を作ることとトゥーサン自身が終身総督になることを定めたため、ナポレオン・ボナパルトはトゥーサンを収益の上がる植民地としてのサン＝ドマングの回復の障害と看做した。奴隷制の再導入を否定してはいたが、1802年にはナポレオンの義弟のシャルル・ルクレール率いる遠征軍がサン＝ドマングの再支配を試みた（サン＝ドマング出兵）。フランス軍にはアレクサンドル・ペションおよびアンドレ・リゴーが率いるムラートの軍勢も加わった。リゴーは3年前にトゥーサンに敗れていた。ジャン＝ジャック・デサリーヌのようなトゥーサンに近い同盟者がフランス軍に逃げた。トゥーサンは残っている軍隊を連れてフランス軍に投降すれば自由を保障されると言われた（スネーク・ガリーの戦い、ハイチ語: Batay Ravin Koulèv）。トゥーサンは1802年5月にこれに同意したが、これが偽計であり、捕まえられて船でフランスに運ばれ、ジュー要塞（ドゥー県）に収監されている間（1803年）に死んだ。

### 新指導者デサリーヌ
数ヶ月の間、島はナポレオンの支配の下で平穏であった。しかし、フランスが奴隷制を復活させようとしていることが明らかになると、デサリーヌやペションが1802年10月に反旗を翻し、フランスと戦った。11月、ルクレールは黄熱病で死んだ。フランス軍兵士の多くも黄熱病で死んだ。ルクレールの後継者ロシャンボー子爵は、その前任者よりも残忍なやり方で戦った。ロシャンボーの残虐行為によって、元のフランス王党派の多くが反乱軍の側に付いた。

### サン＝ドマング海上封鎖
フランス軍はイギリスの海上封鎖によって勢いを弱められ（サン＝ドマング海上封鎖）、またナポレオンは要請された大量の援軍を送ることに躊躇した。ナポレオンは1803年4月にアメリカ合衆国にルイジアナ植民地を売却し、西半球における事業に対する興味を失っていった。デサリーヌは反乱軍を率い、終に1803年、フランス軍を打ち破った 。

### ヴェルティエールの戦い
ハイチ革命の最後の戦い、ヴェルティエールの戦いは1803年11月18日にカパイシャン近くで起こった。ハイチ反乱軍はデサリーヌが率い、フランス植民地軍はロシャンボー子爵が指揮した。ヴェルティエールの戦いの結果、1804年1月1日デサリーヌらは、サント・ドミンゴ（現ドミニカ共和国）も併せてハイチの独立をゴナイーヴで宣言した。サン＝ドマング遠征の影響は、特に人命に及んだ。革命の直前の島の人口は、およそ550,000人であり、1804年には300,000人となっていた。サン＝ドマングを失ったことはフランスとその植民地帝国にとって大きな打撃となった。

## 結果

### 自由の共和国
1804年1月1日、1801年の独裁的な憲法下で新しい指導者となったデサリーヌはハイチを自由の共和国と宣言した。かくしてハイチはアメリカ合衆国に続き、西半球で2番目の独立国となり、世界の歴史でも唯一の奴隷の反乱を成功させた。しかし、この国は何年にもわたる戦争で痛めつけられており、農業は疲弊し、正式な商業というものは存在せず、大衆は教育も無くほとんど技術も無かった。
ジャン・ピエール・ボワイエは1825年にシャルル10世の圧力を受け、独立の承認と引換えにフランス人奴隷所有者に対し、1億5千万フランの賠償に同意したが、1838年には9千万フラン（30年間で残り6千万フラン）まで減額させた。それもフランスの敵対行為から独立と自由を守るためであった。この「賠償金」でハイチの財政は破産状態になり、ハイチの将来を担保にしてフランスの銀行から最初の支払いのための資金を借り入れたので、賠償金と利子がその後長い間ハイチが繁栄していくための足枷となった。賠償金の完済は、実に97年後の1922年となった。

### ミラートとヌワの新たな独裁者の登場
1804年のハイチ革命の終結は奴隷制の終焉を告げるものとなったが、奴隷制のもとで培われた社会的な歪みはその後も大衆に影響を与えた。革命は解放されたエリートと共に恐ろしいハイチ軍に力を蓄えさせた。これらの要素が2つの派閥に分かれさせた。南部に構えたアレクサンドル・ペションの支持者は「ミラート」（ムラート）が圧倒的に多く、北部のアンリ・クリストフの支持者は主として「ヌワ」（黒人）であった。この2派が新しい国の事業の大半を握っていき、分裂が続いた。
フランスはハイチに自由を与えたものの、マルティニークとグアドループでは奴隷制度を続けた。イギリスは1808年に奴隷貿易を廃止することができ、1834年にはイギリス領の西インド諸島で完全に奴隷制度を廃止した。フランスは多額の賠償金と引き換えに1834年にハイチを独立国家として公式に認めた。アメリカ合衆国がハイチを国家として承認したのは1862年のことだった。

### ハイチ革命の影響
ナポレオンは、フランス革命戦争の講和条約であるアミアンの和約締結に1802年に失敗していた上、西方での大きな収入源を失って有望な西方世界に対するその信仰を揺り動かされ、ルイジアナを含む地域（フランス領ルイジアナ）にあったフランスの財産を手放す気にさせられた（ルイジアナ買収）。買収直後に行なわれたルイス・クラーク探検隊の結果、オレゴン・カントリーにアストリア砦が築かれ、1848年にはラナルド・マクドナルドがそこから来日した初のアメリカ人となった。マクドナルドは英語教師として森山栄之助らに英会話を教え、1854年に黒船来航で知られるマシュー・ペリーとの会談で通訳として働き、日本の開国に大きな役割を果たすことになった（日米和親条約）。
イギリスは1807年にアフリカ人奴隷貿易を公式に廃止したことで（en:Slave Trade Act 1807）、奴隷解放の推進国として振舞ったが、ハイチ革命はアメリカやイギリスの植民地での奴隷反乱に影響を与えた。サン＝ドマングで解放された奴隷の多くがニューオーリンズに移住し、その町の歴史に大きな影響を与えた（ミズーリ妥協、ドレッド・スコット対サンフォード事件）。ハイチ革命はアメリカの黒人解放のための設計図となり、やがてアメリカ南部を中心とするアメリカ連合国（旧フランス領ルイジアナ）で南北戦争が勃発し、レコンストラクションの過程で3つの憲法修正条項（アメリカ合衆国憲法修正第13条、アメリカ合衆国憲法修正第14条、アメリカ合衆国憲法修正第15条）が成立し、ナポレオンが予測した通りの展開になっていった（公民権運動）。
18世紀的「西半球秩序」にとってハイチ革命による脱植民地化と奴隷制廃止は最初の根底的挑戦となった。南北アメリカの多くの奴隷がハイチ革命におけるトゥーサン・ルヴェルチュールの行動に倣おうとしたが、最後は失敗した。白人の警戒を呼びカリブでは植民地支配が強められ、南米ではクリオーリョ支配体制が生まれた。
トゥーサン・ルヴェルチュールは革命の英雄として人々の記憶に残り、今でも黒人芸術の中に登場している。2004年、ハイチはフランスからの独立200周年を祝った。

## 文学と芸術の中のハイチ革命
- イギリスの詩人ウィリアム・ワーズワースは1803年1月にトゥーサン・ルヴェルチュールへ というソネットを出版した。
- 1938年、アメリカ合衆国の画家ジェイコブ・ローレンスは、トゥーサン・ルヴェルチュールの一生について連作の絵を描き、後にprintsのシリーズに含めた。
- キューバの作家アレホ・カルペンティエルの2作目の小説「この世の王国（英語版）」（1949年）では、ハイチ革命を深く探求している。これは20世紀半ばの文学におけるラテンアメリカ文学「ブーム」を演出した小説の一つと一般に認められている。
- 2004年、キマチ・ドンコルによるCaribbean Passion: Haiti 1804と題された絵画展がロンドンで開催され、ハイチ革命200周年を祝った。
- 日本の児童文学者乙骨淑子は、トウセン（トゥーサン）を主人公として、ハイチ革命を描いた「八月の太陽を」（1978年）に執筆した。